# جيري وينر
جيري وينر هو صيدلي وسياسي كندي، ولد في 26 يونيو 1933 في مونتريال في كندا. نشط حزبياً في الحزب الكندي التقدمي المحافظ.

## مناصب
- انتخب Parliamentary secretary [الإنجليزية]‏.
- انتخب Minister of state (Canada) [الإنجليزية]‏.
- انتخب عمدة دولار ديزورمو.
- انتخب عضو مجلس العموم الكندي.